# Samariterkirche (Berlin)

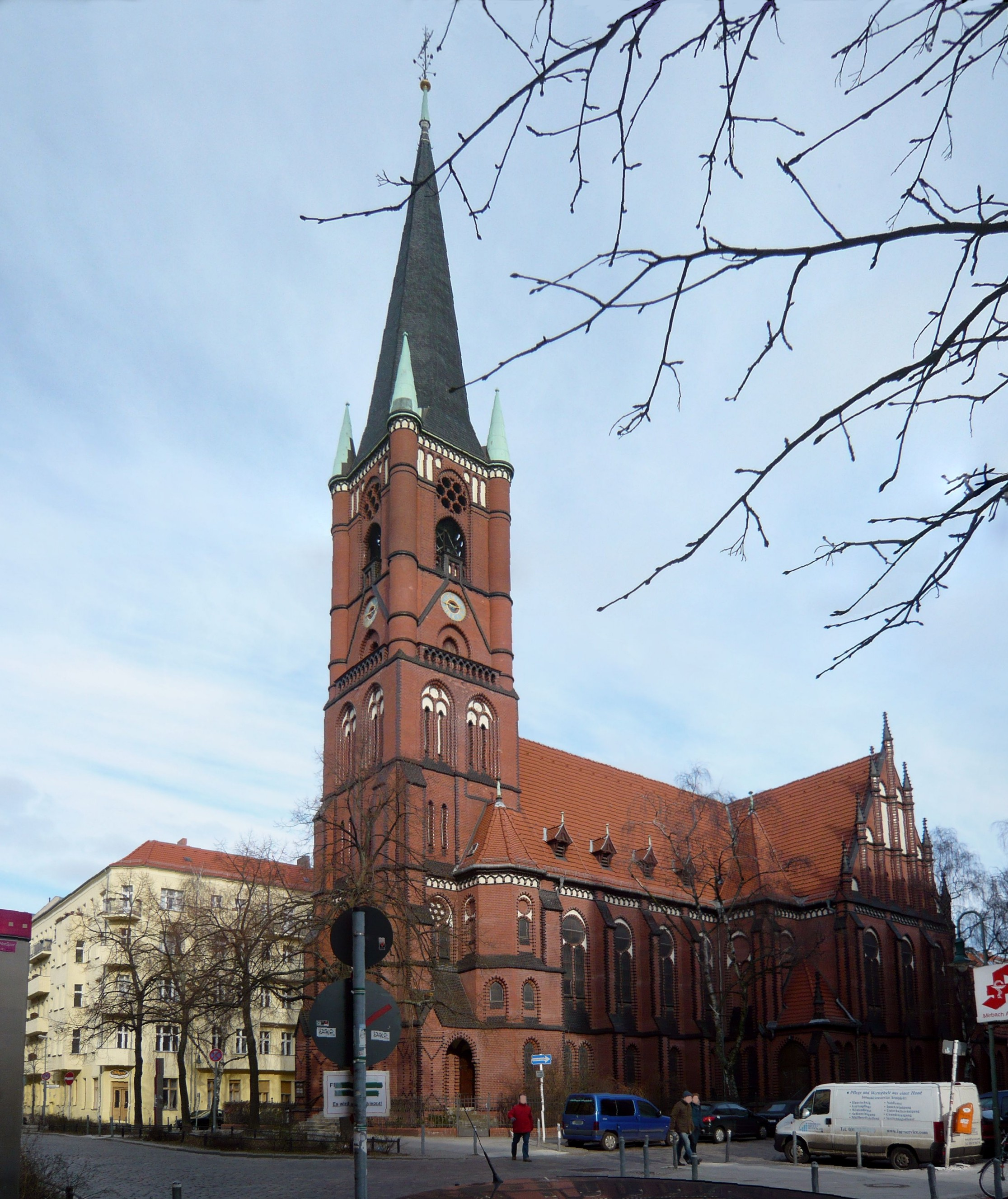
Samariterkirche

Die Samariterkirche im Berliner Ortsteil Friedrichshain wurde in der Zeit vom 7. Mai 1892 bis 20. Oktober 1894 vom Evangelischen Kirchenbauverein nach einem Entwurf des Architekten Gotthilf Ludwig Möckel gebaut. Sie steht auf dem Samariterplatz an der 1895 nach ihr benannten Samariterstraße an der Kreuzung zur Bänschstraße und ist neben der am 20. Juni 1910 geweihten Galiläakirche in der Rigaer Straße eine der beiden Kirchen der Evangelischen Kirchengemeinde Galiläa-Samariter. Zwischen 1991 und 1994 wurde das Gotteshaus zuletzt umfangreich restauriert, es steht zusammen mit der umgebenden Wohnbebauung unter Denkmalschutz. Die Evangelische Kirchengemeinde Galiläa-Samariter, der die Kirche gehört, ist Teil des Kirchenkreises Berlin Stadtmitte.

## Geschichte

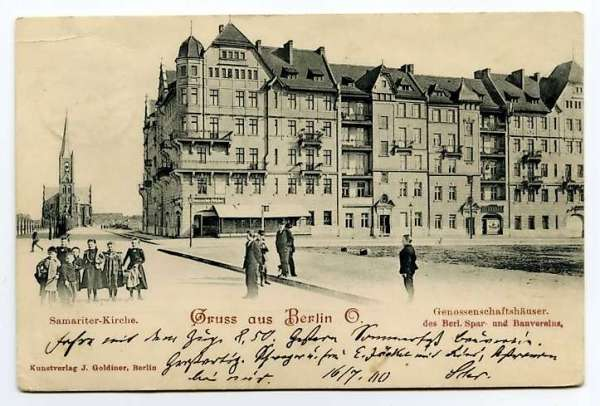
Postkarte von 1900, im Hintergrund die Samariterkirche

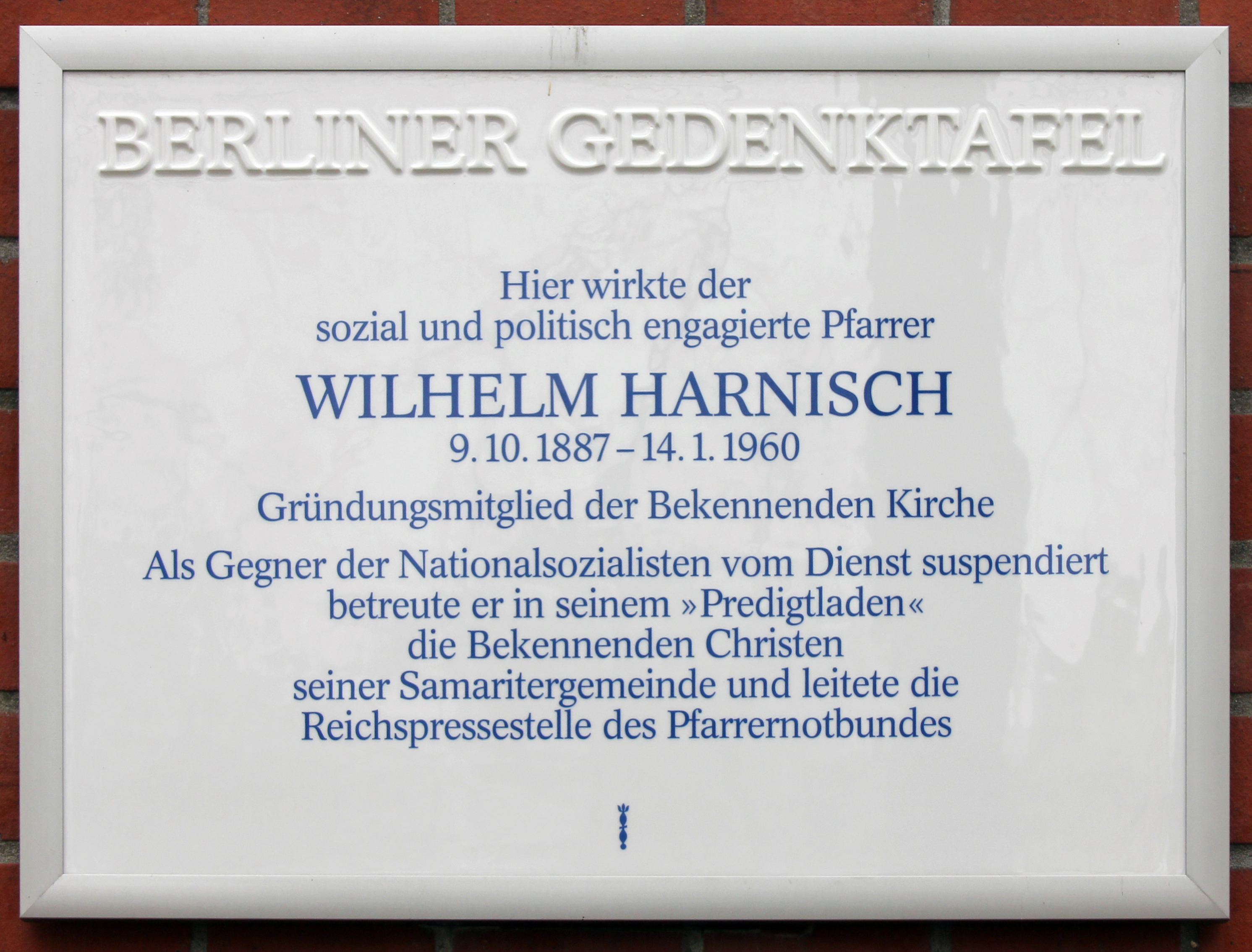
Berliner Gedenktafel für Pfarrer Wilhelm Harnisch am Haus Samariterplatz

Die Samariterkirche ist eine von etwa 70 Kirchen, die der Evangelische Kirchenbauverein zwischen 1890 und 1918 in erster Linie in Deutschland baute. Diese vom Kaiser Wilhelm II. ausgehende Initiative entstand wegen einer damals zunehmenden Politisierung in der deutschen Bevölkerung, die sich von Seiten der Monarchie als ein „religiös-sittlicher Notstand“ darstellte, den es zu bekämpfen galt. Neben den politischen Motiven waren aber auch die demografischen Entwicklungen, insbesondere das starke Wachstum der Berliner Bevölkerung, ein wesentlicher Grund für den Bau. Bei der Grundsteinlegung befand sich die werdende Kirche inmitten von Kleingartenanlagen, erst anschließend entstanden die Mietswohnhäuser in der Umgebung.
In der Zeit des Nationalsozialismus war das Gotteshaus ein Zentrum des Pfarrernotbundes, aus dem sich im Mai 1934 die Bekennende Kirche formierte. Pfarrer Wilhelm Harnisch – eine Berliner Gedenktafel neben der Portaltür erinnert an sein soziales und politisches Wirken – richtete eine Erwerbslosenspeisung im Gemeindehaus ein. Nach Ende des Zweiten Weltkriegs wies die Samariterkirche zahlreiche Einschüsse auf, die Fenster waren zu Bruch gegangen, und zwei Etagen des Gemeindehauses in der Samariterstraße 27 mussten für Flüchtlinge geräumt werden. Tote Soldaten und Zivilisten lagen auch im Samariterviertel auf den Straßen. Zusammen mit Anwohnern sammelte Pfarrer Harnisch wegen der Seuchengefahr die Leichen, barg sie zunächst in der Sakristei der Kirche, und er legte mit Helfenden einen Notfriedhof hinter der Kirche an, da in Berlin Bestattungsmöglichkeiten fehlten. Harnisch wurde Friedhofsbeauftragter für den Stadtbezirk Friedrichshain. 1978 wurde der Notfriedhof geschlossen und später eingeebnet und es entstand auf dem Gelände der Spielplatz für den Gemeindekindergarten. Im Zuge der Neugestaltung wurden die sterblichen Überreste der Kriegstoten exhumiert und sie fanden dann ihre letzte Ruhestätte auf einem Feld des landeseigenen Friedhofs in Hohenschönhausen in der Ferdinand-Schultze-Straße 115–125.
In der späten DDR war das Gotteshaus unter Rainer Eppelmann und Günter „Holly“ Holwas ein Zentrum der aufstrebenden Friedensbewegung in der DDR und DDR-Oppositionsbewegung. Insbesondere durch die damals (1979–1986) politisch hochbrisanten Blues-Messen erlangte es eine landesweite und umstrittene Bekanntheit.
Die Kirchengemeinde Galiläa-Samariter besitzt zwei Gräberfelder der ehemaligen Galiläa- und Samariter-Gemeinden auf dem Ostkirchhof Ahrensfelde.

## Architektur und Ausstattung
Möckel hatte ein Bauensemble im Stil der märkischen Backsteingotik entworfen. Die Fassade ist mit verzierten Pfeilergiebeln, Ecktürmchen und Ornamentik aus glasierten Ziegeln sowie Mosaiken und Sandsteinfiguren geschmückt. Oberhalb des Turmportals steht eine Christusstatue in Savonnierer Kalkstein, ein Frühwerk des Bildhauers Wilhelm Wandschneider.
Das Hauptschiff wird im Inneren von einem Kreuzrippengewölbe gestützt und beherbergt 1100 Sitzplätze für Kirchenbesucher. Ein als farbiges Mosaik gestaltetes Standkreuz vor dem Altar gehört ebenfalls zur Ausstattung. Die nach Entwürfen von August Blunck zwischen 1892 und 1894 angefertigten Glasmalereifenster wurden im Zweiten Weltkrieg zerstört. Im Jahr 1959 erhielt der Chorraum neue moderne farbige Glasfenster, gestaltet durch Inge Pape.

## Orgel
Die ursprüngliche Orgel der Samariterkirche war ein Werk des Orgelbaumeisters Wilhelm Sauer aus dem Jahr 1894 mit zwei Manualen, Pedal und 27 Registern.
Die heutige Orgel der Samariterkirche wurde 1953 von der Firma Alexander Schuke Potsdam Orgelbau erbaut.
| I Hauptwerk C–g3 |            |     |
| 1.               | Quintadena | 16′ |
| 2.               | Principal  | 08′ |
| 3.               | Rohrflöte  | 08′ |
| 4.               | Oktave     | 04′ |
| 5.               | Nachthorn  | 04′ |
| 6.               | Oktave     | 02′ |
| 7.               | Mixtur V   |     |
| 8.               | Cymbel III |     |
| 9.               | Trompete   | 08′ |

| II Schwellwerk C–g3 |                |         |
| 10.                 | Gedackt        | 08′     |
| 11.                 | Principal      | 04′     |
| 12.                 | Quintadena     | 04′     |
| 13.                 | Nassat         | 02 ⁄3′  |
| 14.                 | Blockflöte     | 02′     |
| 15.                 | Terz           | 01 3⁄5′ |
| 16.                 | Sifflöte       | 01′     |
| 17.                 | Scharff III–IV |         |
| 18.                 | Rankett        | 16′     |
| 19.                 | Krummhorn      | 08′     |
|                     | Tremulant      |         |

| Pedal C–f1 |           |     |
| 20.        | Subbass   | 16′ |
| 21.        | Oktave    | 08′ |
| 22.        | Bassflöte | 08′ |
| 23.        | Oktave    | 04′ |
| 24.        | Mixtur V  |     |
| 25.        | Posaune   | 16′ |
| 26.        | Trompete  | 08′ |

Koppeln: II/I, I/P, II/P

## Glocken
Der 60 Meter hohe Kirchturm beherbergt eine Glockenstube mit quadratischem Grundriss (Seitenlängen jeweils 4,66 Meter im Inneren). Dort hängen drei Gussstahlglocken, die beim Bochumer Verein im Jahr 1893 gegossen wurden. In einer Inventarliste der Gießerei sind folgende Angaben zu finden: das dreistimmige Geläut samt Klöppel, Lager, Achsen und Läutehebel kostete in der Herstellung 3122 Mark.
| Glocke | Schlagton | Gewicht | Durchmesser | Höhe    |
| ------ | --------- | ------- | ----------- | ------- |
| 1      | e′        | 1095 kg | 1385 mm     | 1225 mm |
| 2      | gis′      | 0624 kg | 1125 mm     | 1005 mm |
| 3      | h′        | 0340 kg | 0940 mm     | 0340 mm |